# 林琪
林琪（?—？），直隶林榆人，清朝政治人物。贡生出身。
乾隆四年署，擔任廣東廣州府永安縣知縣（現紫金縣知縣）。后由張光祺接任。